# Sphecodes coriae
Sphecodes coriae là một loài Hymenoptera trong họ Halictidae. Loài này được Moure và Hurd mô tả khoa học lần đầu tiên vào năm 1987.